# Urokanska kiselina
Urokanska kiselina je intermedijer u katabolizmu -histidina.

## Metabolizam
Ona se formira iz -histidina putem dejstva histidinske amonijačne lijaze (histidaze ili histidinaze) eliminacijom amonijaka.
U jetri se urokanska kiselina transformiše posredstvom urokanaze u 4(E)-3-(1H-imidazolon-5-propionsku kiselinu i naknadno u glutaminsku kiselinu.

## Klinički značaj
Nasledna deficijencija urokanaze dovodi do povišenih nivoa urokanske kiseline u urinu, stanja poznatog kao urokanska acidurija.

## Istorija
Urokanska kiselina je prvi put izolovana 1874. iz psećeg urina,.

## Spoljašnje veze
- -{The Online Metabolic and Molecular Bases of Inherited Disease - Chapter 80 - An overview of disorders of histidine metabolism, including urocanic aciduria.

}-